# Capteur de force

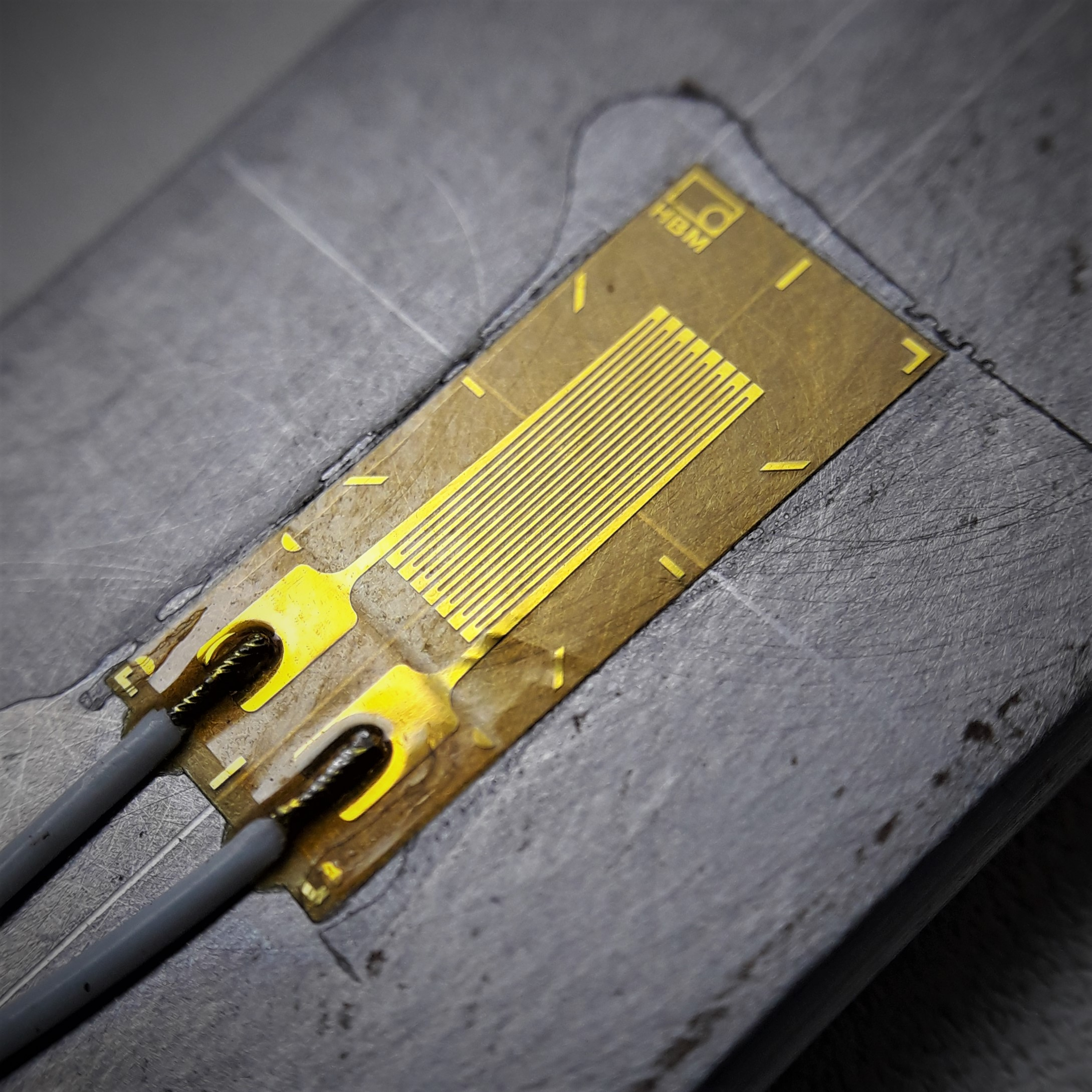
Une jauge de déformation.

Un capteur de force (ou d’effort) est un dispositif utilisé pour convertir une force (par exemple un poids) appliquée sur un objet en signal électrique. Le capteur est généralement construit en utilisant des jauges de déformation connectées en un pont approprié. Un amplificateur est normalement nécessaire pour lire le signal délivré par le transducteur.
Les appareils de pesée, les machines d’essais universelles et les analyseurs DMA en sont équipés ; dans le dernier exemple, le capteur de force, de type capacitif ou piézoélectrique, mesure des forces dynamiques (en traction/compression). La sortie peut être exprimée en différentes unités, telles le µg (balances analytiques), kg, t (pesée des camions, ...) et daN (10 kN ≈ 1 « tonne »).
Les appareils de laboratoire munis de capteurs de force subissent un étalonnage généralement (bi)annuel par un laboratoire de métrologie prestataire.